# クーアンドリク
有限会社Coo&RIKUは、ペットショップやトリミングサロン・ペットホテル・ネコカフェなどを運営している企業である。
全国178店舗を展開し、店舗数では全国トップシェア。ロードサイド店舗を中心にショッピングセンター、ホームセンター内へ展開している。

## 概要
- 1999年（平成11年）11月、通信販売「ペットショップCoo」を創業[1]。
- 2002年（平成13年）1月、第1号店「ペットショップRIKU草加店」を開店。

代表者は大久保浩之。
現在は、全国に100店舗以上のペットショップを展開するほか、トリミングサロン、ペットホテル、ネコカフェを運営。また、系列会社では動物病院の運営も行っている。
2023年8月に週刊誌に内部告発記事が掲載された。記事によると「顧客を大事にしようという精神はかけらもない」「社員もひどい扱いを受けている」という。社員は健康診断を受けさせられない、給与システムが正常に機能していない、常に人手が足りておらずワンオペ状態であることが当たり前である事や、店舗での糞尿の始末の不備、動物愛護管理法に違反する状態の繁殖実態など経営陣の決定が、現場を悪化させている現状を告発された。クーアンドリクは上記の内容について全て否定した。

## 主な事業
ペットの売買及びその仲介・ペットのレンタル・生体の輸入及びペットフード、ペット用品の輸入・販売。ペット美容の経営
- ペットホテルの経営[3]
- ネコカフェの経営[4]
- 動物病院の運営[5]。
- 保護犬猫譲渡

## 提供番組
- イチモニ! 土曜日（北海道テレビ放送）
- ラヴィット! 水曜日（TBS系）